# Athiémè
Athiémè ist eine Stadt, ein Arrondissement und eine 220 km2 große Kommune in Benin. Sie liegt im Département Mono. 

## Demografie und Verwaltung
Das Arrondissement Athiémè hatte bei der Volkszählung im Mai 2013 eine Bevölkerung von 15.195 Einwohnern, davon waren 7291 männlich und 7904 weiblich. Die gleichnamige Kommune zählte zum selben Zeitpunkt 56.483 Einwohner, davon 27.562 männlich und 28.921 weiblich.
Die vier weiteren Arrondissements der Kommune sind Adohoun, Atchannou Dédékpoé und Kpinnou. Kumuliert umfassen alle fünf Arrondissements 61 Dörfer.

## Wissenswertes
Bei Athiémé befand sich eine hydrologische Station, welche von 1944 bis 1992 u. a. die durchschnittliche monatliche Durchströmung des Mono gemessen hat.